# 賈許溫德症候群
賈許溫德症候群（英語：Geschwind syndrome），一種神經性疾病，由美國神經科醫師諾曼·賈許溫德所描述並命名。它是因為顳葉受到損傷而引起，通常會伴隨腦顳葉癲癇症。病人會對於宗教及藝術產生獨特的興趣。許多宗教界領袖及藝術家都被認為可能患有此種疾病，如保羅與文森·梵谷。

## 特徵
這類的病患有五種特徵：
1. 強迫書寫症（Hypergraphia）
2. 過度宗教傾向
3. 攻擊性，通常是暫時且不具暴力性
4. 黏滯性，對於其他人產生依賴感，緊黏不放
5. 性慾的改變，性慾可能增強或減低，但是會達到極端的地步。